# Bátaszék
Bátaszék (németül: Badeseck) város Tolna vármegye Szekszárdi járásában. Fő nevezetességei közé tartozik a római katolikus Nagyboldogasszony-plébániatemploma, amely a vármegye legmagasabb épülete, és Magyarország 4. legmagasabb temploma, valamint a bátaszéki molyhos tölgy néven ismertté vált, magányos, idős fa, mely 2015-ben „Az év fája” címet nyerte el Magyarországon, így pedig 2016-ban részt vehetett „Az év európai fája” versenyen is, amit szintén megnyert.

## Fekvése
A Sárköz déli részén, Szekszárdtól 18 kilométerre délre helyezkedik el, az 55-ös és 56-os főutak találkozásánál.
A környező települések: észak felől Várdomb, Sárpilis és Decs, északkelet felől Alsónyék, kelet felől Pörböly, délkelet felől Báta, dél felől Dunaszekcső, délnyugat felől Palotabozsok és Véménd, nyugat felől Bátaapáti és Mórágy, északnyugat felől pedig Alsónána.
A térség városai közül Szekszárd 18, Baja 20, Bonyhád pedig mintegy 22 kilométerre fekszik Bátaszéktől.

### Megközelítése
- Közúton északi és déli irányban az 56-os főúton, keletről, a Duna–Tisza köze irányából az 55-ös főúton közelíthető meg. Nyugati határában húzódik az M6-os autópálya is, melyről az 55-ös főút csomópontjánál kialakított bátaszéki elágazásnál kell lehajtani. Bonyháddal az 5603-as, Alsónyékkel az 5513-as út köti össze, az 5604-es út pedig a város egyik belső útjának tekinthető; a központot köti össze a település nyugati résén fekvő külterületekkel.
- A hazai vasútvonalak közül a települést a MÁV 46-os számú Rétszilas–Bátaszék-vasútvonala, az 50-es számú Dombóvár–Bátaszék-vasútvonal és a 154-es számú Bátaszék–Kiskunhalas-vasútvonal érinti. Korábban a 64-es számú Pécs–Bátaszék-vasútvonal Péccsel is összekötötte, azonban a vasútvonalon a forgalom megszűnt. A vasútvonalak közös megállási pontja, Bátaszék vasútállomás a belterület északi szélén helyezkedik el, közvetlenül az 5604-es út mellett, közúti elérését ez az út biztosítja.
- Autóbusszal a Népligettől induló buszjáratok egyikével közvetlen el lehet jutni Bátaszékre.

## Története

### A honfoglalásig
Bátaszéken a legrégibb időktől kezdve találhatunk írásos-tárgyi emlékeket. A vaskortól már írásos emlékeink vannak az itt élő népcsoportról: a keltákról. Őket később a rómaiak leigázták, s a Provincia része lett. A barbár támadások kivédésére a rómaiak hadi utat építettek Óbudától Eszékig, melyet egész hosszában katonai telepekkel erősítettek meg. Bátaszéktől délre a legközelebbi erődítmény Lugio (Dunaszekcső), északra Ad Statuas (Várdomb) (Várdomb) volt, s mivel az út a dombvonalat követte, a mai Bátaszék területe oldalról, töltéssel volt az úthoz kapcsolva. Az ókori Róma bukása után lakói szarmaták, hunok, avarok, frankok, szlávok, majd a magyarok voltak.

### A honfoglalástól a török hódoltságig
A honfoglalás után 1142-ben II. Géza király ciszterci szerzeteseket telepített le Széken, majd a környék 10 települése ide épített közös templomot, mivel a környék központja volt a ciszterci monostor által. Az ő nevükből ered későbbi neve: Cikádor, azonban a nép továbbra is Széknek nevezte.
„Az apátság gazdaságilag is jelentős központtá vált, amit az jelez a legvilágosabban, hogy még a pápa és a IV. lateráni zsinat is foglalkozott a cikádori ciszterciek szőlőfelvásárlásával és borügyleteivel.” 
A virágzásnak a tatárjárás vetett véget, ugyanis 1242. március elején portyázó mongolok felgyújtották, porig rombolták a monostort és a templomot. A pusztítás oly mértékű volt, hogy utóbbit a ciszterciek száz évig sem tudták a helyreállítást befejezni. A károkat a ciszterciek és egy gazdag földbirtokos család hozta helyre, azonban régi nagyságát nem tudták visszaállítani. A monostor is haldoklott, végül fel kellett számolni. Később bencések telepedtek a helyükre, akik ismét apátsággá szervezték. 1478-ban Mátyás király egyesítette a bátai apátsággal, innen kezdték a Bátaszék nevet írni. A békés belső fejlődésnek a török előrenyomulása vetett véget.

### Atörök hódoltságtóla 18. századig
A felemelkedés után ismét porba hullott, a török által. 1529 nyarán Ibrahim pasa, mivel a székiek ellenálltak neki, az erődített helyet földig romboltatta. Buda elfoglalása után (1541) azonban a török a hadiút biztosítására palánkvárat épített ki, mely egy földvárból és a belső várból állt. A földvár falai vert földből készültek, s bizonyos pontjain kerek és négyszögletes tornyok álltak. A templom szentélyét és keresztházát Szulejmán szultán tiszteletére dzsámivá alakították, délkeleti részéhez minaretet építettek, míg a templom hajóit elfalazva, kis szobákra osztották, ahol a török helyőrség tanyázott. Az oszmánok kiűzése után a vidék majdnem lakatlan maradt. 1718-ban kezdődött el a németek betelepítése, akik három évi adómentességet is kaptak. A Habsburgok uralkodása alatt iparosok, mint bádogosok, bognárok, takácsok és csizmadiák tették meg a mezőváros ipari fejlődését.
Leírás a településről a 18. század végén: „Mező Város Tolna Vármegyében, lakosai katolikusok, birtokosa a’ Királyi Kamara, fekszik a’ Dunától nem meszsze, Baranya Vármegyének határa szélén, német, és magyar lakosaival, bővelkedő Mező Város, mezője kíes, és termékeny; a’ Báthai Apáturságnak helye vala, a’ kinek vezéri Szállást is adott; a’ hadak viszontagságai által lett lerontatása után ismét felépíttetett. Szánto földgyei termékenyek, szőlö hegyei jó bort termők, vizen is kereskedhet, réttyeit Sár vize néha elönti, a’ második Osztályba számláltatott.” (Vályi András: Magyar országnak leírása, 1796–1799)
A mezőváros fejlődését az is mutatja, hogy lakossága tovább nőtt. A 18. század végére 3000-re emelkedett, a 19-20. század fordulóján elérte a 7000-et.

### A 18. századtól napjainkig
A 19. század legfontosabb eseménye az 1848-as forradalom és szabadságharc volt, melyben sokan támogatták a szabadság ügyét katonaként, nemzetőrként. Bátaszéken is alakult nemzetőr zászlóalj három századdal, s majdnem hatszázan szolgáltak benne (564 fő legénység, 33 fő tiszt) magyarok és németek vegyesen. 1849-ben amikor a Dunántúl a császáriak kezére került, osztrák helyőrséget helyeztek Bátaszékre. Az 1860-as évek közepén egy tűzvészben a település nagy része megsemmisült, ám az újjáépítés gyorsan megtörtént. A fejlődés innen töretlen az I. világháborúig. 1866-ban a város távíróállomást kapott, 1871–73 között pedig megépült az első vasútvonal, a dombóvári. Az 1890-es években összekötötték Bátaszéket Szekszárddal is, majd elkészült a pécsi, végül a bajai vonal és a dunai híd, így Bátaszék jelentős vasúti központtá vált. A bajai hidat 1908-ban adták át, s ekkor készült a mai pályaudvar épülete is. A község 1918-ban szerb megszállás alá került, az új délszláv állam igényt formált rá, s bár Trianonban Magyarországnak ítélték, a délszláv csapatoktól 33 hónapon át nem ürítették ki, néhány hónapra a Baranya–bajai Szerb–Magyar Köztársaság nevű szerb bábállam része lett. A második világháború után közel 4000 svábot telepítettek ki Németországba, helyükre bukovinai székelyeket és felvidékieket telepítettek, de elszórtan délvidékiek is jöttek. Az első ötéves tervben kimondták a Bátaszék–Mohács-vasútvonal építését. Az építkezést azonban hamar le kellett állítani politikai okokból. Így a mohácsi építkezéseket még 1949-ben felfüggesztették. A síneket az 1960-as években felszedték, az elkészült töltés Bátaszék és Báta között ma is látható. A település 1995-ben visszakapta városi rangját.

## Közélete

### Parlamenti képviselete
A régi választójogi törvény, az 1989. évi XXXIV. törvény hatálya alatt a község a Tolna megyei 3. számú választókerülethez tartozott. Jelenleg a 2011. évi CCIII. törvény értelmében az új Tolna vármegyei 1. sz. országgyűlési egyéni választókerület része.
| Név                 |  | Párt   | Terminus  | Választókerület                                                               |
| ------------------- |  | ------ | --------- | ----------------------------------------------------------------------------- |
| Barcza Imre         |  | SZDSZ  | 1990–1994 | Régi Tolna megyei 3. sz. választókerület                                      |
| dr. Solymosi József |  | SZDSZ  | 1994–1998 | Régi Tolna megyei 3. sz. választókerület                                      |
| Potápi Árpád János  |  | Fidesz | 1998–2014 | Régi Tolna megyei 3. sz. választókerület                                      |
| Horváth István      |  | Fidesz | 2014–     | Tolna vármegyei (2022-ig: megyei) 1. sz. országgyűlési egyéni választókerület |

### Polgármesterei
- 1990–1994: Werner Mihály (MDF–KDNP-FKgP)[6]
- 1994–1998: Bognár Jenő (KDNP)[7]
- 1998–2002: Bognár Jenő (független)[8]
- 2002–2006: Bognár Jenő (Bátaszék Városért Választási Szövetség)[9]
- 2006–2010: Bognár Jenő (független)[10]
- 2010–2014: Bognár Jenő(Fidesz-KDNP)[11]
- 2014–2019: Dr. Bozsolik Róbert Zsolt (független)[12]
- 2019–2024: Dr. Bozsolik Róbert Zsolt (független)[13]
- 2024– : Dr. Bozsolik Róbert (független)[1]

A város vezetésének összetétele a 2024-es önkormányzati választások után a következő:
- Polgármester: dr. Bozsolik Róbert Zsolt (független)
- Képviselők: dr. Somosi Szabolcs (független), Kemény Lajos (független), dr. Bonnyai József (független), dr. Béres Judit Teréz (független), Péter Albert (független), Csötönyi László (független), dr. Szabó Ákos (Fidesz-KDNP), dr. Puskás Imre (Fidesz-KDNP)

A településen a helyi önkormányzaton felül működik német nemzetiségi önkormányzat, valamint cigány nemzetiségi önkormányzat is.

## Oktatás
Minden évben a Bátaszéki II. Géza Gimnáziumban kerül megrendezésre a Bátaszéki Matematikaverseny harmadik fordulója (országos döntője).

## Népesség

### Lakosság száma[14][15]
Bátaszék népességének változása:
| Lakosok száma | 6380 | 6307 | 6217 | 6011 | 5921 | 5914 | 5851 |
|               | 2013 | 2014 | 2015 | 2021 | 2022 | 2023 | 2024 |

### Etnikai összetétel
A 2011-es népszámlálás során a lakosok 81,9%-a magyarnak, 2% cigánynak, 7% németnek, 0,2% románnak mondta magát (17,9% nem nyilatkozott; a kettős identitások miatt a végösszeg nagyobb lehet 100%-nál).
Bátaszék lakosainak vallási összetétele 2011-ben
A vallási megoszlás a következő volt: római katolikus 48,3%, református 7,3%, evangélikus 0,6%, görögkatolikus 0,2%, felekezeten kívüli 14,4% (27,8% nem nyilatkozott).
2022-ben a lakosság 88,7%-a vallotta magát magyarnak, 5,6% németnek, 1,4% cigánynak, 0,2% románnak, 0,2% horvátnak, 0,1-0,1% szerbnek, lengyelnek, görögnek, örménynek, bolgárnak, ukránnak és szlováknak, 1,5% egyéb, nem hazai nemzetiségűnek (11,1% nem nyilatkozott; a kettős identitások miatt a végösszeg nagyobb lehet 100%-nál). Vallásuk szerint 36,5% volt római katolikus, 6,6% református, 0,5% evangélikus, 0,2% görög katolikus, 0,8% egyéb keresztény, 1,4% egyéb katolikus, 14,3% felekezeten kívüli (39,6% nem válaszolt).

## Nevezetességei
- Nagyboldogasszony-templom (neogótikus stílusú, 1902)

II. Géza monostortemploma helyén álló templom rossz állapota miatt, 1842-ben új templom építését rendelték el. Hofhauser Antal tervei szerint 1899-ben kezdődtek az építkezések, s a felszentelés 1903-ban történt. Tornya a nyolcadik legmagasabb ilyen építmény volt az országban, de 2012-ben kiderült, hogy a torony 36 méteres magasságú sisakja megbillent, ezért a 18 tonnás szerkezetet le kellett bontani; a helyreállítás költségeinek előteremtésére a pécsi egyházmegye jótékonysági koncertek rendezését is vállalta, a helyi plébánia pedig gyűjtést indított.
A templom érdekessége, hogy díszítései fafaragások: Jézus születése, feltámadása, Szent István (Vajk) király megkeresztelkedése, s István országának felajánlása a Szűz Máriának. 4 életnagyságú szobra van, Szent Margit, Szent Erzsébet, Szent Imre és Gonzaga Szent Alajos kőbe zárt másai. Kitűnő állapotban lévő igen nagy orgonával büszkélkedhet, amelyet az Angster pécsi cég készített. 2200 sípból áll, a legnagyobbak 10 m magasak, a legkisebbek fél hüvelyk nagyságúak. Össztömege 100 mázsát tesz ki. Egykor 6 harang volt a toronyban, ma már csak 2 van.
- Nepomuki Szent János-kápolna

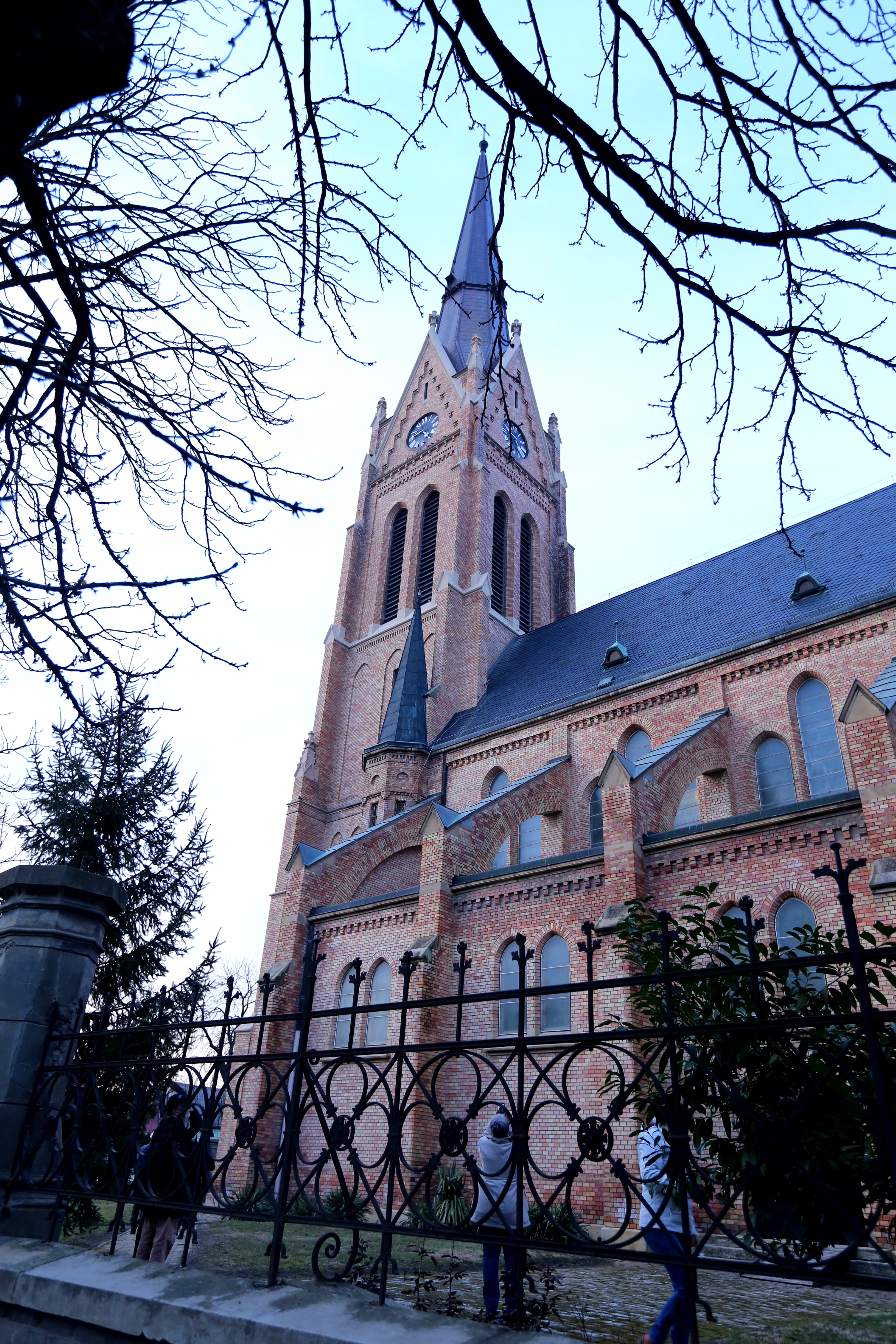
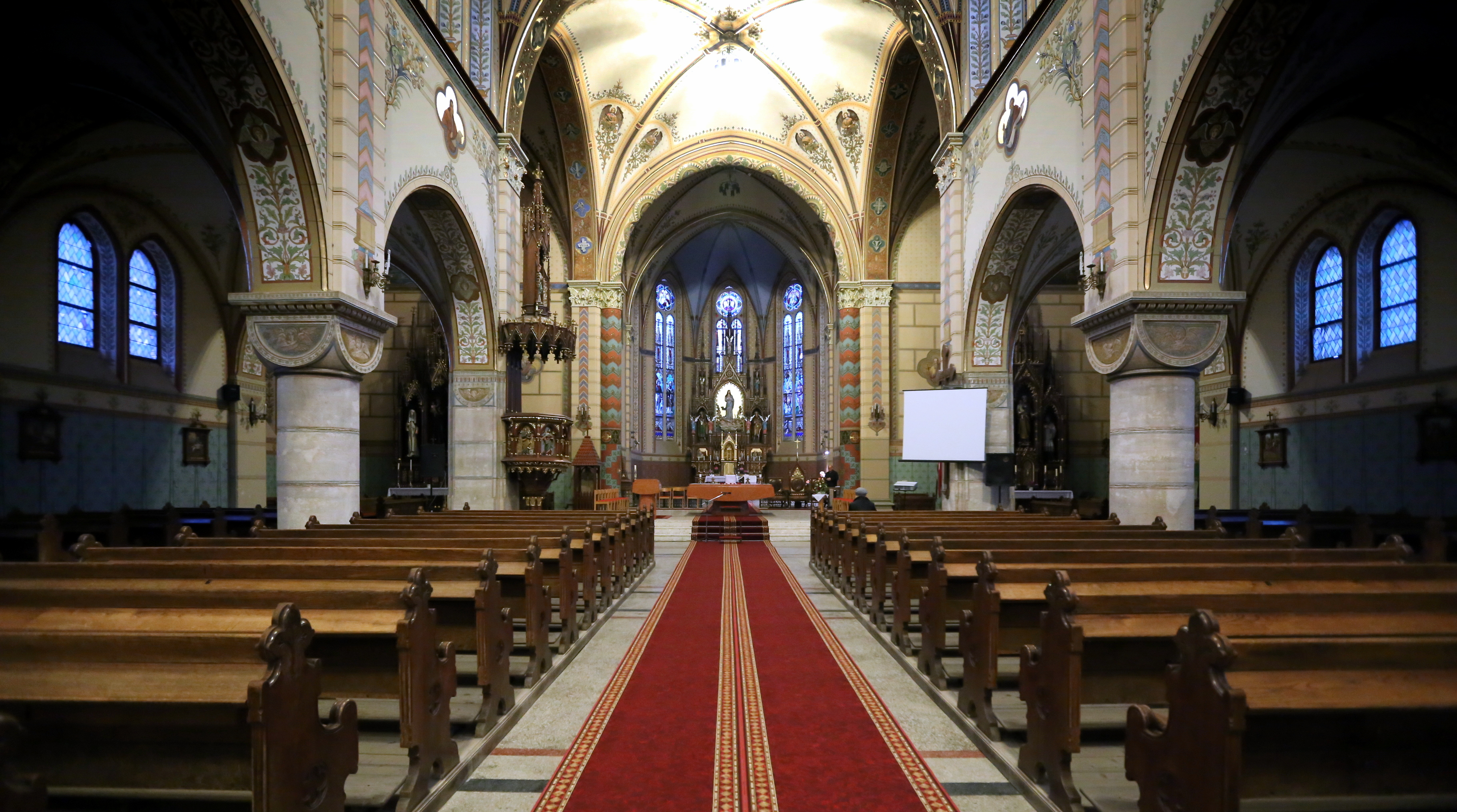
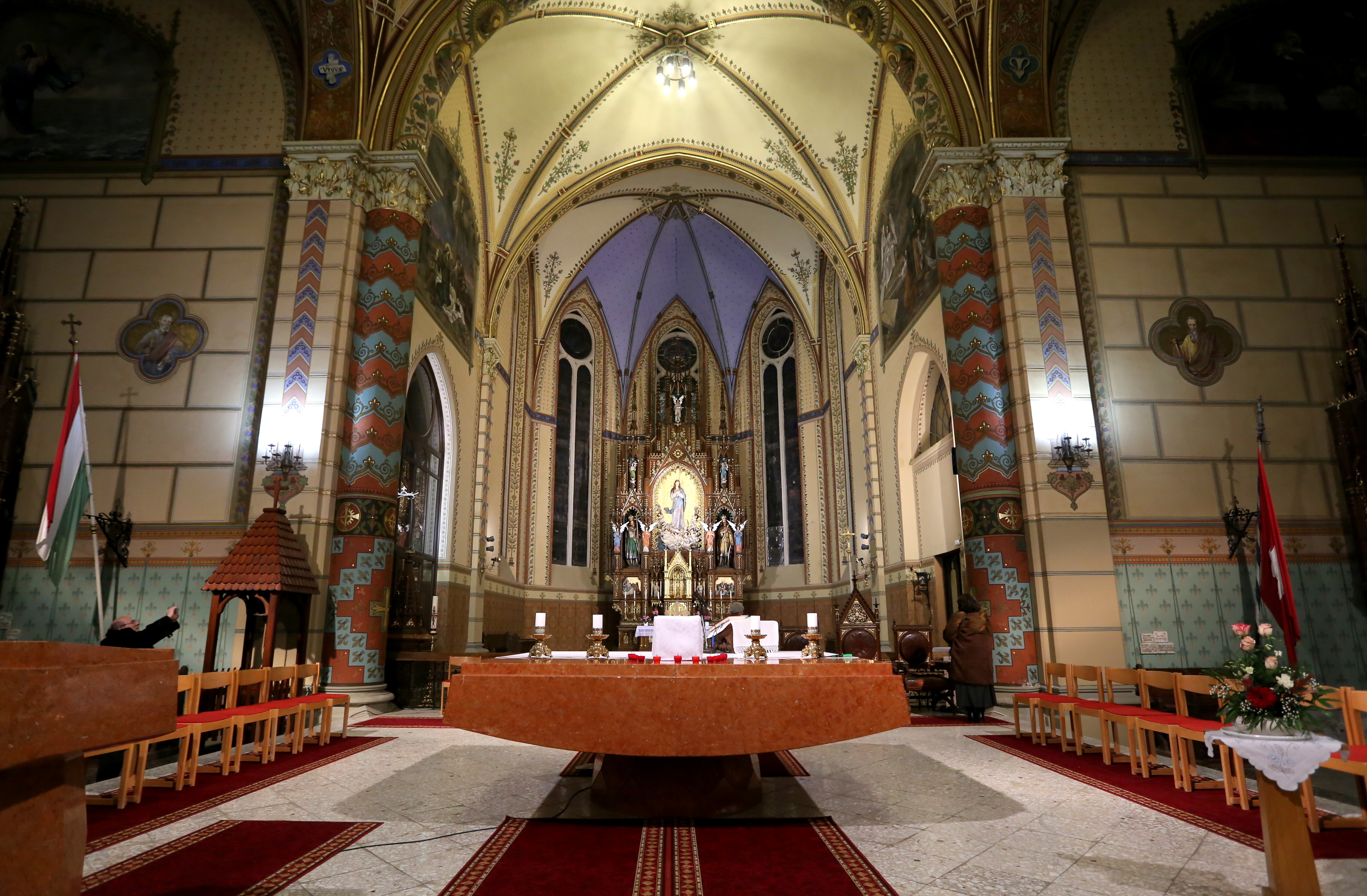
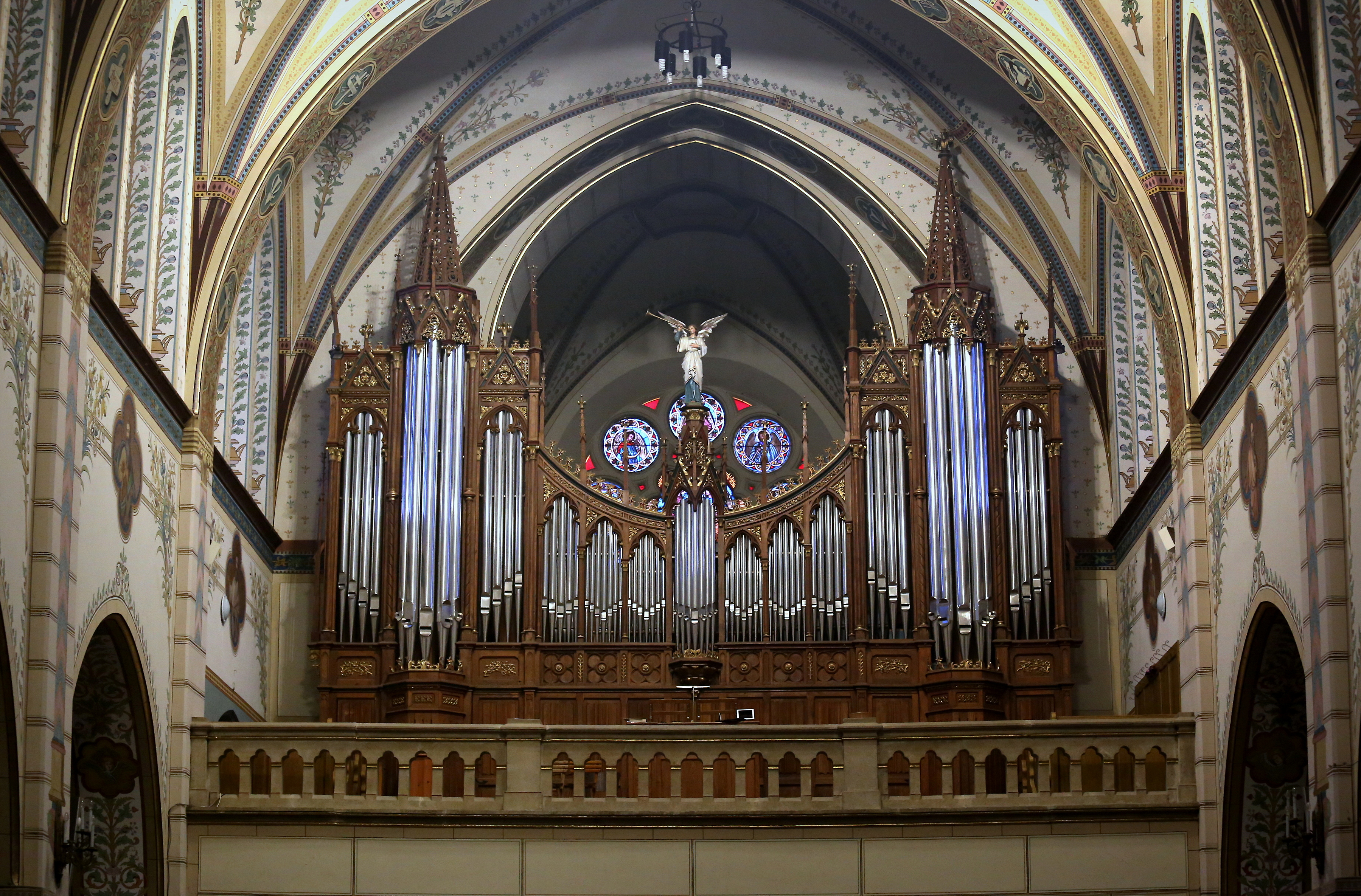
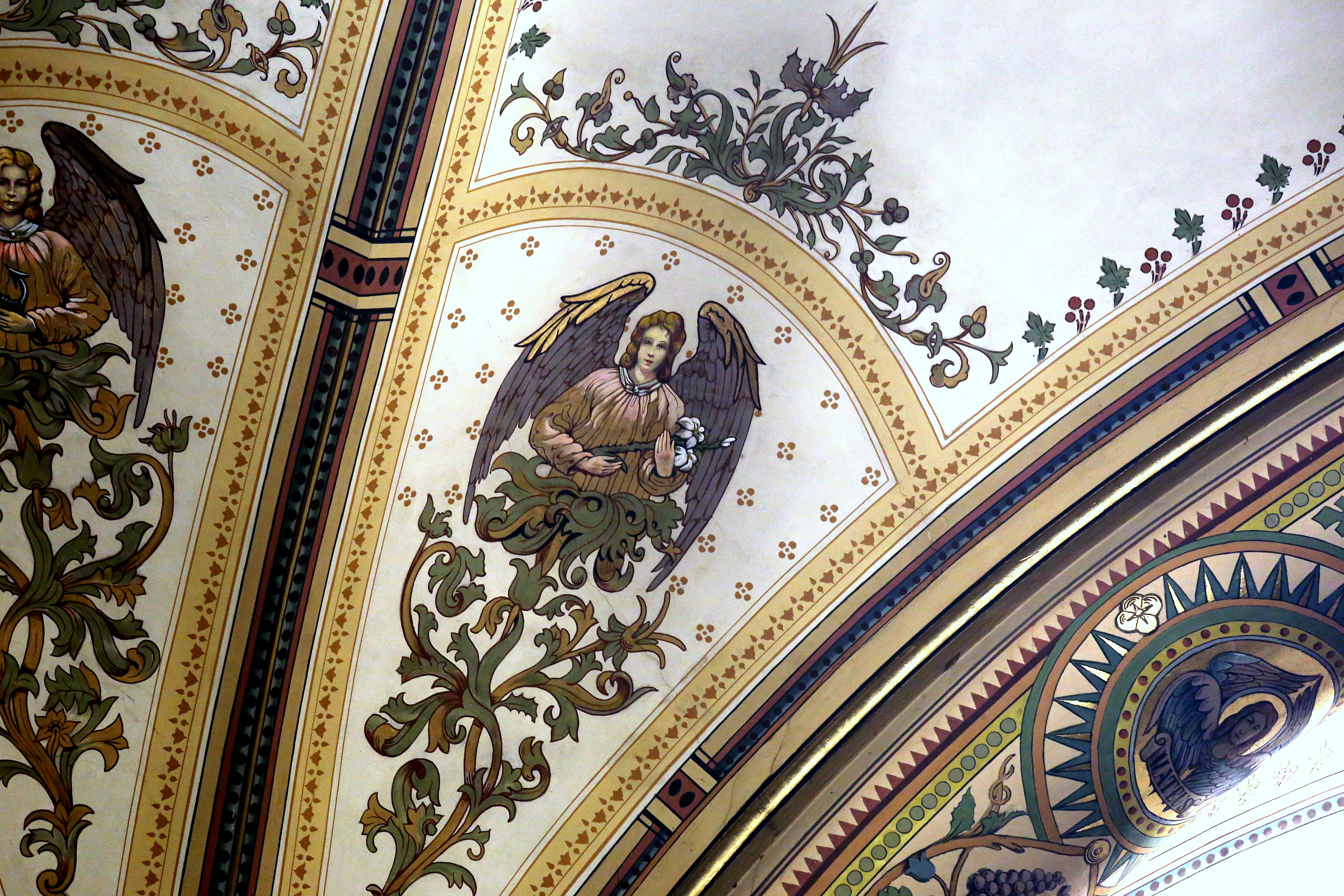
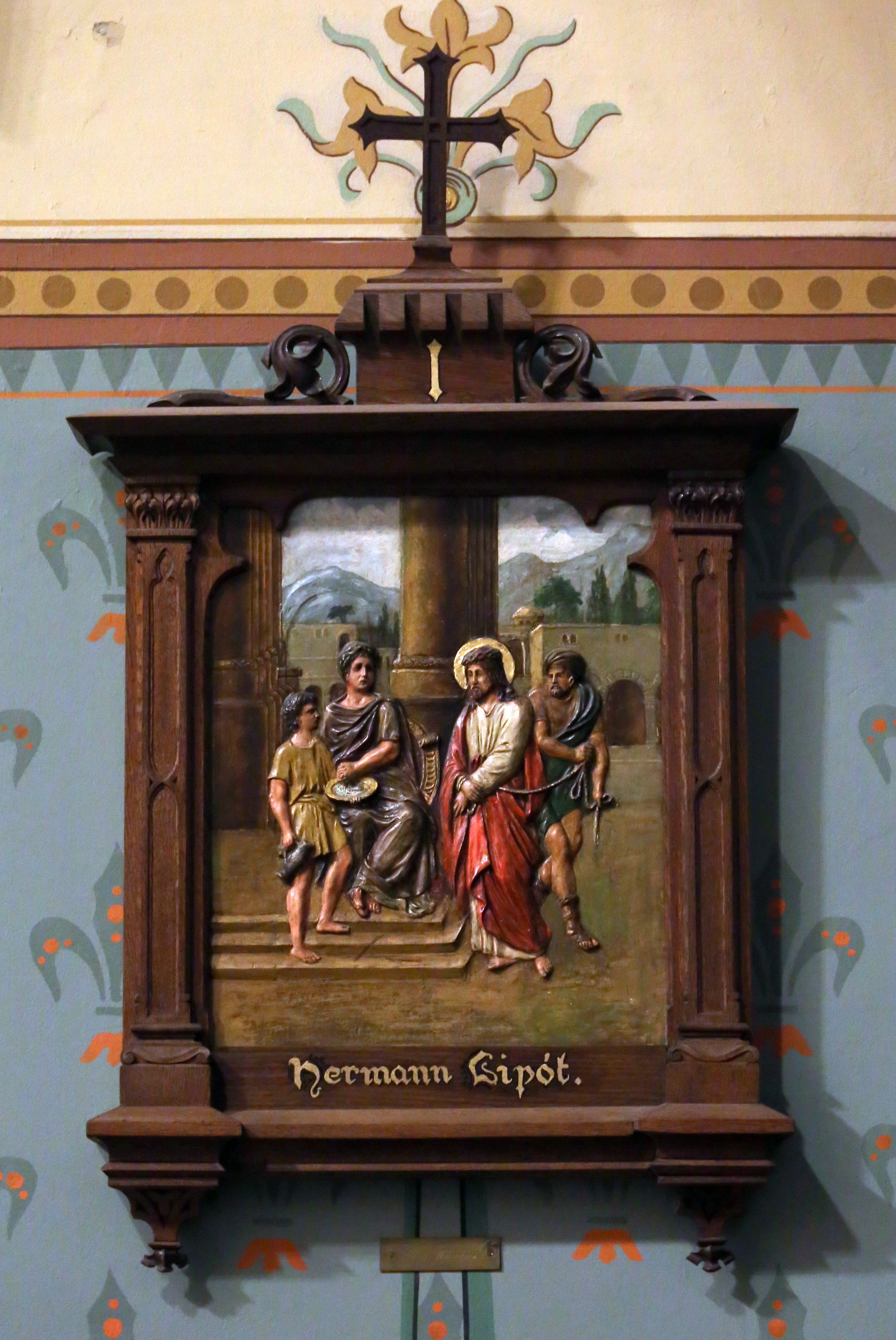
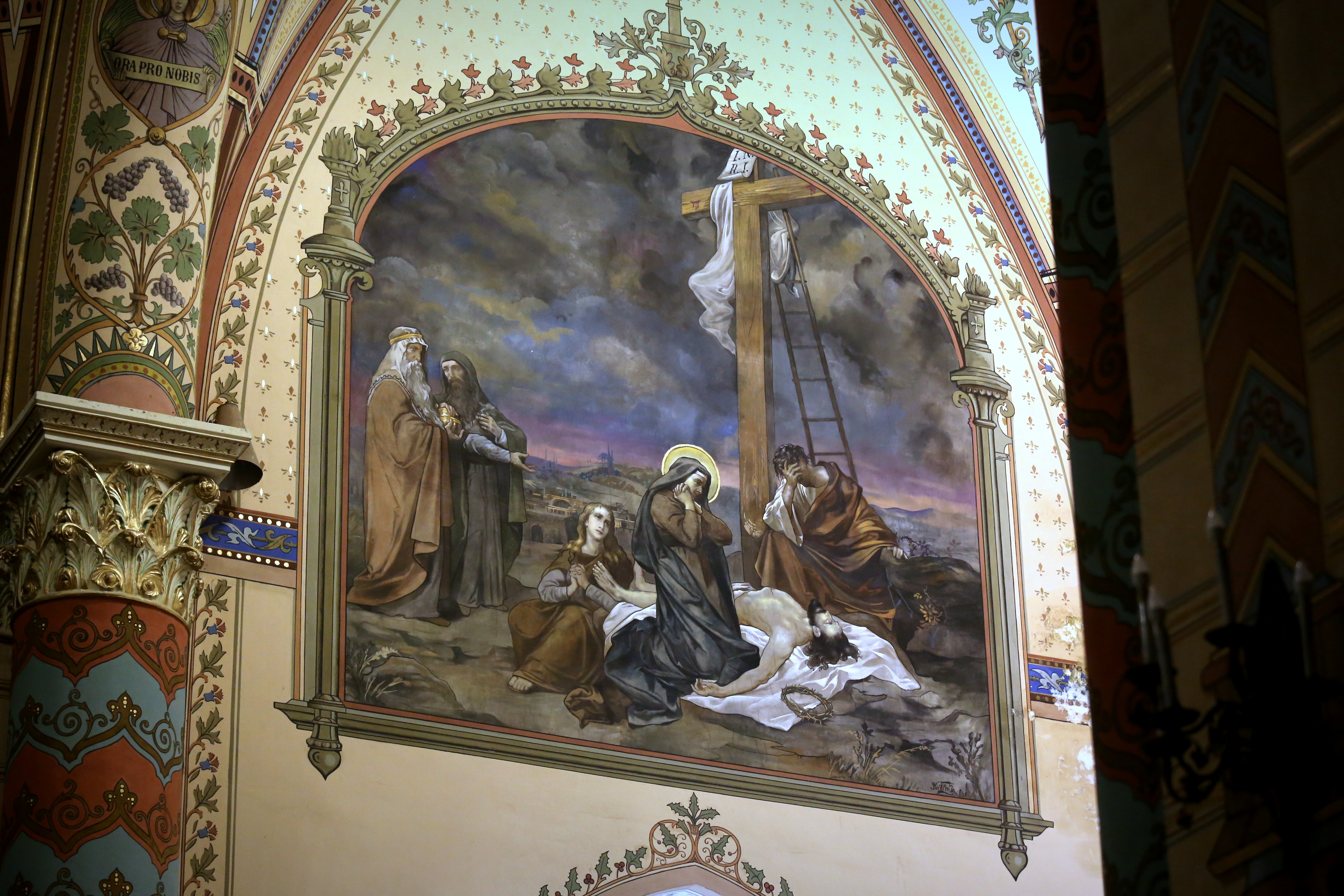
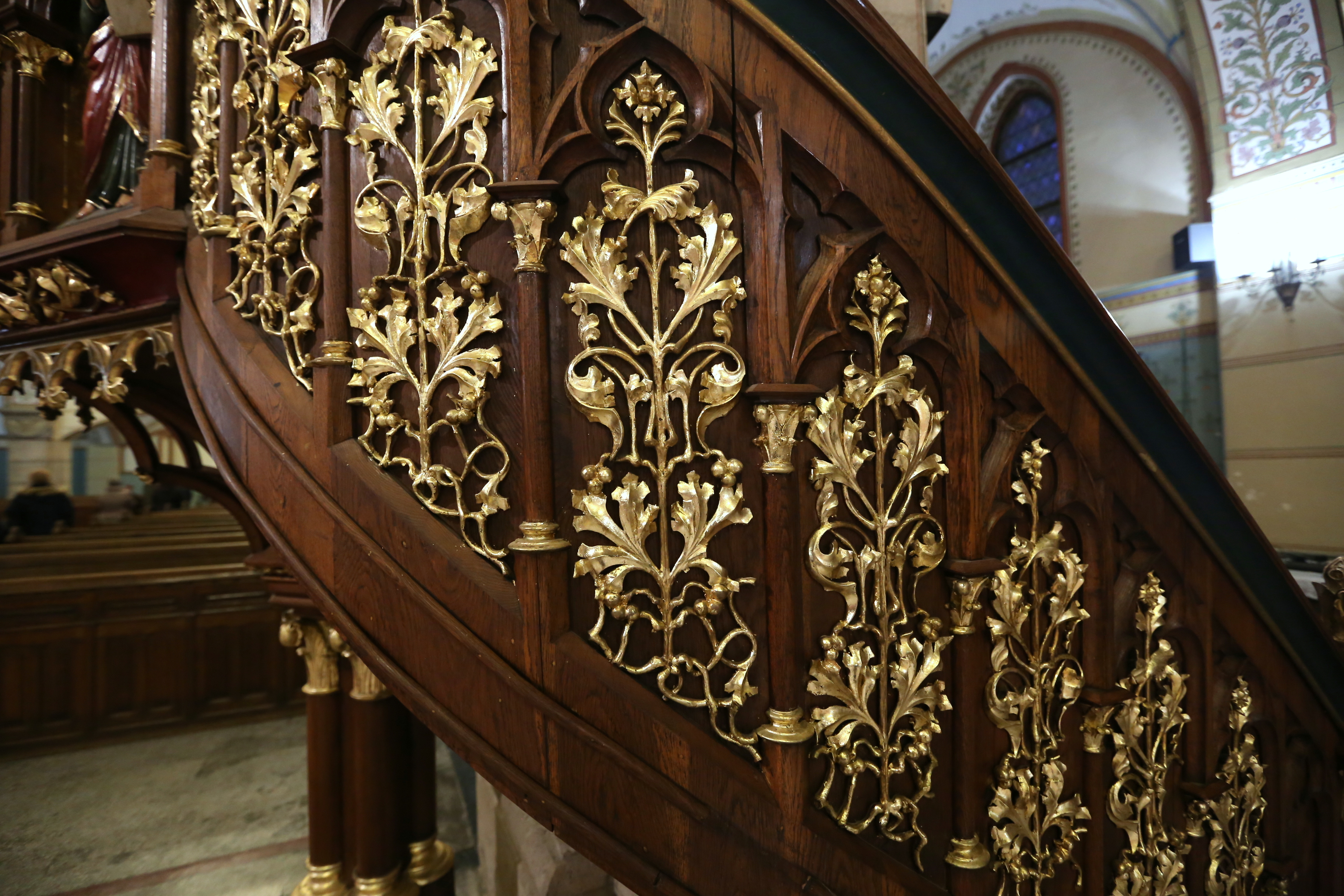

Építését a 18. század végére teszik, az első említés 1776-ban esik róla. A Báta felé vezető úton, a kőhídnál emelt kápolna. Ez a római katolikus kápolna a késői barokk stílus nyomait őrzi magán. Jellemzői a lizénás díszítései, s szobra a barokk szobrászat értékes alkotása. Állapota az évek során sokat romlott, 1991-ben újították fel falával és szobrával együtt.
- Az egykori Cikádori apátság

A ciszterciták első hazai kolostorát, a magyarországi cisztercita építészet legrégebbi emlékét II. Géza király telepítette Cikádorra. Ugyanebben az évben alapította II. Géza az apátságot is, amelyet a rend előírásai szerint Szűz Máriának szenteltek. 1421-ben a szentgergelyi bencések Újlaki Imre apát vezetésével elfoglalták az apátságot. Épülete a mai bátaszéki plébániatemplomtól északra helyezkedett el. A templom háromhajós, keresztházas, egyenes szentélyzáródású épület volt. Később a szentélyt poligonális záródásúvá építették át, bővítették ki. A templom maradványai romkertként megtekinthetők a mai plébániatemplom mellett. 
- Bátaszéki molyhos tölgy: a 300-400 év körülire becsült molyhos tölgy 2015-ben megnyerte az Év fája versenyt, 2016-ban pedig az Év európai fája versenyen diadalmaskodott.[22][23][24]
- Bátaszéki II. Géza Gimnázium
- Trianon-emlékmű: 2016-ban avatták fel.[25]
- Ma Bátaszék külterületén találhatóak az egykori Dömörkapu település maradványai, többek között a temető, ahol egy beerdősült területen egy kőkereszt és néhány sírkő látható, amelyeket a legutóbbi felújítás során színesre festettek. A helyszín Véménd irányából közelíthető meg legkönnyebben a sárga háromszög turistajelzésen.[26]

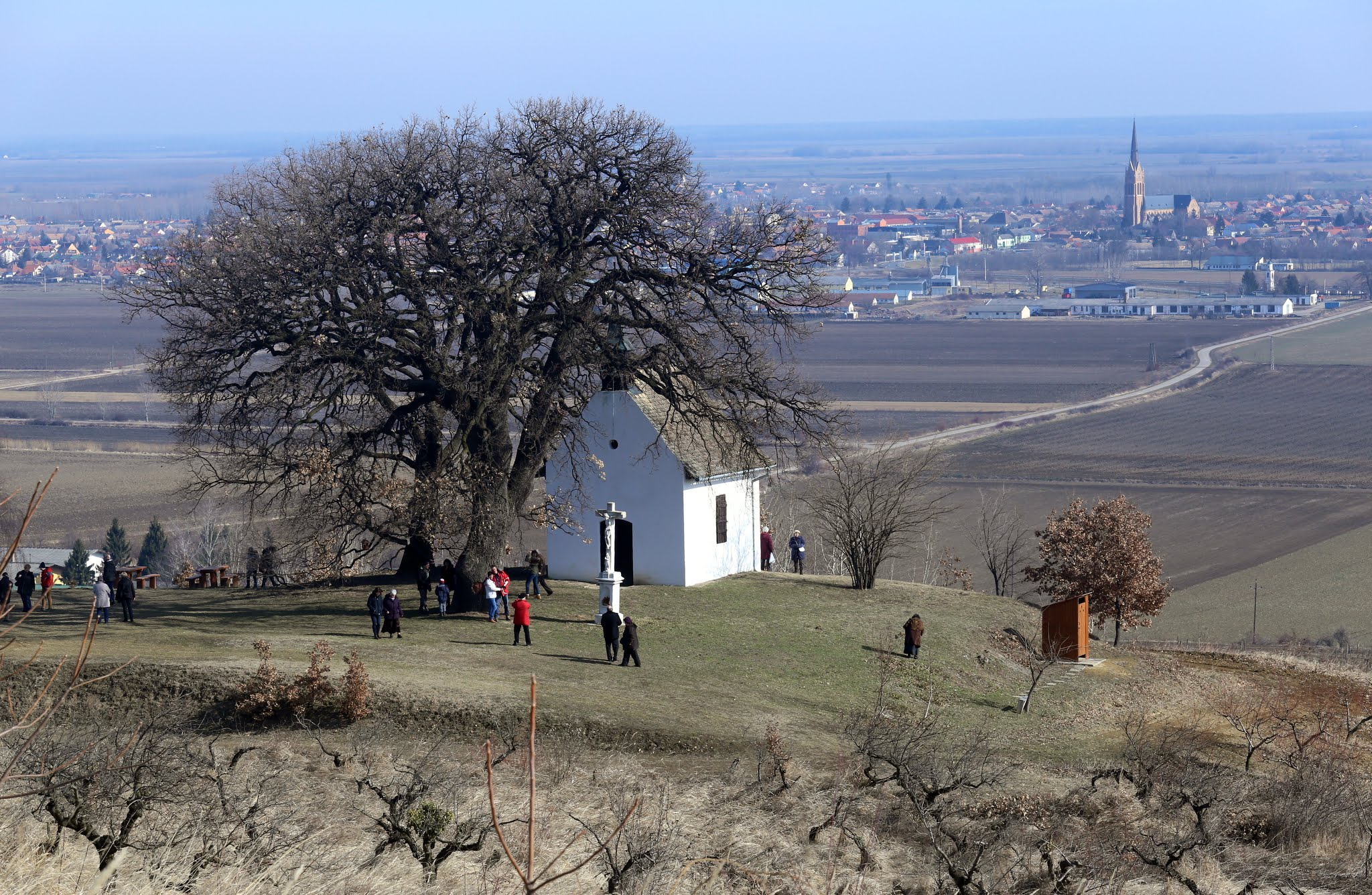
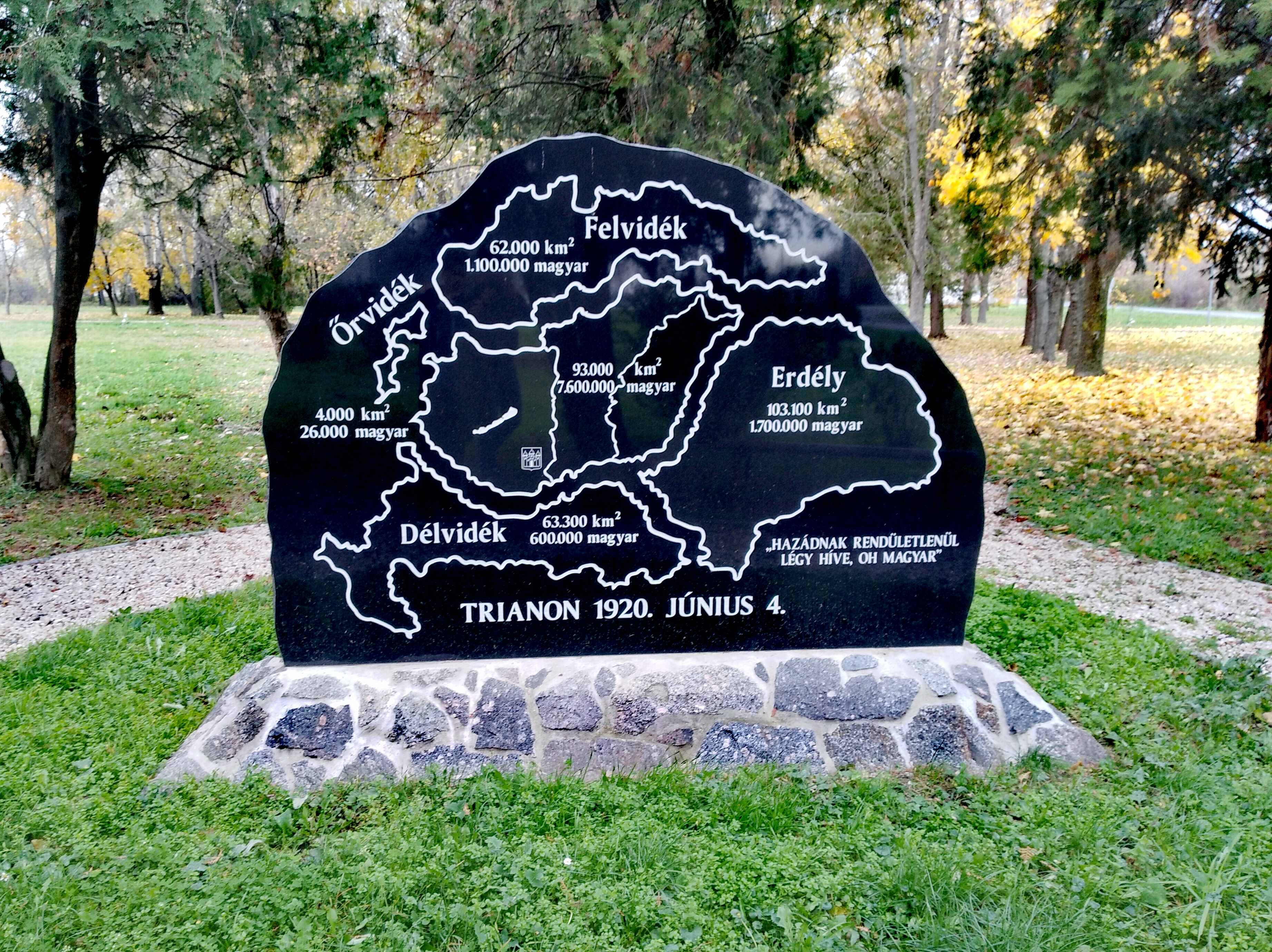
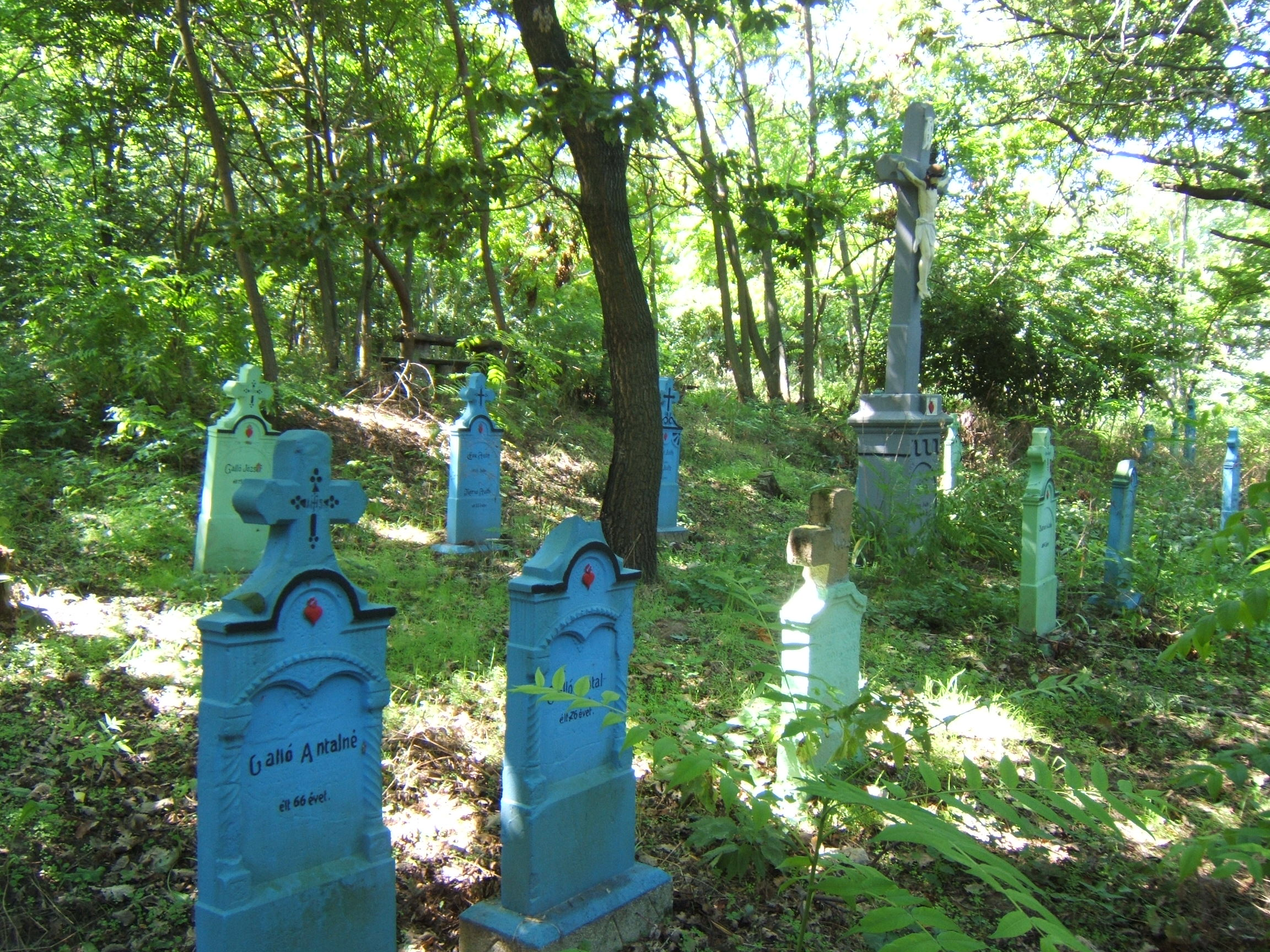

## Híres emberek
- Kovács Lajos (színművész)
- Ludditák együttes
- Itt praktizált és itt is halt meg Pongrácz Lajos (1884–1940) gyógyszerész, országgyűlési képviselő.
- Báttaszéki Lajos, született Hofmann Lajos néven (1844 – Budapest, 1921) ügyvéd, publicista.
- Zádor Jenő született Zucker Jenő néven, külföldön Eugene Zádor (1894 – Los Angeles, 1977) zeneszerző, zenetörténész
- Kovács Sándor (Bátaszék, 1932. január 27. – Budapest, 2006. augusztus 7.) közgazdász, üzemszervező, egyetemi tanár, dékán.

## Testvérvárosok
- Németország: Besigheim
- Székelyföld: Gyergyóditró
- Felvidék: Nagysalló